# Нунен, Том
Том Нунен (англ. Tom Noonan; род. 12 апреля 1951, Гринуич штат Коннектикут, США) — американский актёр, режиссёр, сценарист, продюсер, композитор.

## Биография
Актёрскую карьеру начал в театре на Бродвее. С 1980 года снимается в кино. Из-за высокого роста (198 см) и своеобразной внешности в основном играет в фильмах ужасов и триллерах. Амплуа — отрицательные герои, злодеи, монстры.
Самой известной его ролью стал Френсис Долархайд / Зубная Фея в фильме «Охотник на людей» (1986), в котором он сыграл серийного убийцу-психопата.
На протяжении многих лет также появляется в телесериале «Секретные материалы» и «C.S.I.: Место преступления».

## Роли в кино
- Глория (1980) — второй гангстер
- Врата рая (1980) — Джейк
- Волки (1981) — Фергюссон
- Лёгкие деньги (1983) — Пэдди
- Лучший способ защиты (1984) — Френк Хольтцман
- Человек в одном красном ботинке (1985) — Рисси
- Иллюзия убийства (1986) — Воррик
- Охотник на людей (1986) — Френсис Долархайд / Зубная Фея
- Взвод монстров (1987) — Франкенштейн
- Таинственный поезд (1989)
- Робот-полицейский 2 (1990) — Кейн / Робокоп 2
- Последний киногерой (1993) — Потрошитель / в роли самого себя (камео)
- Схватка (1995) — Келсо
- Жена (1995) — Джек
- Секретные материалы (телесериал) (1996) — Джон Ли Рош (Бумажные сердечки)
- Феникс (1998) — Чикаго
- Жена астронавта (1999) — Джексон Макларен
- Обещание (2001) — Гарри Джексон
- Вышибалы (2001) — Шериф Деккер
- Атака пауков (2002) — Джошуа Тафт
- Водопад Ангела (2006) — Министр Абрахам
- Похищенный (телесериал) (2006)
- Снежные ангелы (2007) — Мистер Червеник
- Нью-Йорк, Нью-Йорк (2008) — Сэмми Барнафен
- Убийственная хата (2008) — Ульман
- Закон и порядок специальный корпус (телесериал 2008) сезон 10 эпизод 2
- Луи (телесериал) (2010)
- Бар «Карма» (телесериал) (2010)
- Плащ (телесериал) (2011) — Престон Холлоувей
- Ад на колёсах (телесериал) (2011) — Реверенд Коул, преподобный и др.
- Чёрный список (телесериал) (2013) — Суповар
- Поздние фазы (2014) — отец Роджер
- 12 обезьян (телесериал) (2015) — Человек со шрамом
- Аномализа (2015)
- Измерение 404 (телесериал) (2017) — Боб

## Сценарист
- Взвод монстров (1987)
- Кровавое дуновение / Red Wind (телевизионный, 1991)
- Что случилось тогда... / What Happened Was… (1994)
- Жена (1995), сценарий и пьеса

## Режиссёр
- Взвод монстров (1987)
- Что случилось тогда... / What Happened Was… (1994)
- Жена (1995), сценарий и пьеса

## Композитор
- Сказки тёмной стороны (телевизионный сериал, 1983—1988)
- Что случилось тогда... / What Happened Was… (1994)
- Жена (1995)